# Dzianina (album)
Dzianina – wydany w 1997 nakładem wydawnictwa Izabelin Studio trzeci album zespołu Atrakcyjny Kazimierz.
Muzyka: Jacek Bryndal, oprócz: (8, 10) – Jacek Rodziewicz, Jacek Bryndal.
Słowa: Rafał Bryndal.
Producent muzyczny – Wojciech Waglewski.
Realizacja nagrań – Andrzej Karp, oprócz (9) – Jarosław Pruszkowski.

## Lista utworów
Źródło:.
1. „Gnuśnienie” – 3:25
2. „Flamenco z kelnerką” – 3:55
3. „Zawodowiec” – 3:30
4. „Sytuacja na wakacjach” – 4:26
5. „Gacie” – 4:21
6. „Wypisz – wymaluj” – 3:24
7. „Fobierki” – 4:25
8. „Gadanie” – 4:02
9. „Par czar” – 4:54
10. „Miewać dziewczyny” – 2:56
11. „Klubo-kawiarnia” – 3:17
12. „Mgr Waśniewski” – 4:44
13. „Coda z wąsami” – 1:39
14. DanceMix „Sytuacji...” – 4:21

## Twórcy
Źródło:.
- Jacek Bryndal – śpiew, gitara
- Jacek Rodziewicz – saksofon barytonowy, instrumenty klawiszowe
- Andrzej Gulczyński – kontrabas
- Piotr Wysocki – perkusja, instrumenty perkusyjne

Gościnnie
- Aleksander Korecki – saksofony, flet
- Wojciech Waglewski – gitary
- Małgorzata Kamińska – chórki